# Jurij Łogua
Jurij Iradionowicz Łogua, ros. Юрий Ирадионович Логуа (ur. w 1957 w Gruzińska SRR, ZSRR) – rosyjski piłkarz pochodzenia abchaskiego grający na pozycji pomocnika, trener piłkarski. Jest bratem piłkarza Tengiza Łogua. 

## Kariera piłkarska

### Kariera klubowa
W 1977 roku rozpoczął karierę piłkarską w Dinamo Zugdidi. Potem występował w Dinamo Suchumi, w barwach którego w 1987 zakończył karierę piłkarską.

## Kariera trenerska
Po zakończeniu kariery piłkarskiej rozpoczął pracę szkoleniową. Od 1990 do 1991 pomagał trenować klub Dinamo Suchumi. Pracował na stanowisku wiceprezesa Komitetu Państwowego ds młodzieży i sportu Abchazji.